# 南一郎平
南 一郎平（みなみ いちろべえ、1836年（天保7年5月22日） - 1919年（大正8年）5月13日）は、日本の建設事業者、建設指導者、実業家である。晩年は南 尚（みなみ ひさし）と改名した。豊前国宇佐郡金屋（現・大分県宇佐市）出身。
幕末から明治にかけて、大分県の広瀬井手（広瀬井路）、高森水路を開発。その後明治政府の水利開墾事業に従事し、全国の水利土木工事にあたった。とくに日本三大疏水とされる安積疏水（福島県）、琵琶湖疏水（滋賀県 ‐ 京都府）、那須疏水（栃木県）の開発や月居トンネル工事（茨城県）に取り組んでいる。疏水工事のなかで、特にトンネル工事で経験を積み、この経験を生かして、後にトンネル工事を専門とする「現業社」を創設した。
一族には陸軍大将や朝鮮総督を歴任した南次郎がいる。

## 生涯
実家は庄屋。地元では駅館川右岸の台地上に広がる宇佐平野への灌漑水路「広瀬井手」（広瀬井路）の建設が、1751年（宝暦元年）から3度にわたって試みられたが、トンネル掘削を含む難工事のため、未完に終わっていた。3度目の工事に関わった父・宗保の遺志を継いで、工事を起業。1861年（文久元年）の最初の起業は着工に至らず翌年断念されたが、日田の豪商・広瀬久兵衛からの資金援助を取り付け、1865年（慶応元年）の2度目の起業で工事にこぎつける。しかし工費は不足し、宇佐を治めていた島原藩の公金を借用したが、返済できずに2度の入牢を経験している。1869年（明治2年）にはついに工費が底をつき、明治新政府の長崎総監府に援助を直訴した。総監府は日田県知事の松方正義に調査を命じ、その結果水路掘削に対して援助をおこなった。1870年（明治3年）に水路は通水したが、残りの工事には国は援助せず、一郎平は私財を投じて1873年（明治6年）に完成をみた。
1875年（明治8年）、広瀬井手（広瀬井路）の建設で知遇を得た松方正義の招聘で上京。翌年から、内務省農務課などに出仕。1876年（明治9年）からは補勧業寮十一等で出仕し、1877年（明治10年）から事務取扱として内務属勧農局、1880年（明治13年）会計局と兼務で等査課、1881年（明治14年）安積疏水掛と土木局事務取扱兼勤、兼会計局、安積疏水事務取扱（土木局二等属）、安積疏水会計主任。1882年（明治15年）安積疏水掛、1883年（明治16年）安積疏水掛会計主務、1884年（明治17年）から疏水掛長、任農商務と内務勧少書記官、猪苗代湖疎水工費主務、土木局権少書記官、1885年（明治18年）土木局第一部長就任。この間、疏水工事を担当。各地疏水工事には、広瀬水路工事にあたった児島組などの技術者を招き、その技術力を発揮させた。琵琶湖疏水では一郎平の「琵琶湖水利意見書」が、基本計画となっている。
1886年（明治19年）に鉄道局に移ったが、鉄道局鉄道事務官を最後にこの年で退官し、建設会社の現業社を設立した。十和田市三本木開拓に関係した新渡戸傳の孫の七郎（邦之助）なども経営に参加した。鉄道建設業界に身を投じ、直江津線（現在のえちごトキめき鉄道。現業社が担当したのは関山駅 - 直江津駅間）、碓氷峠や箱根（現在の御殿場線）などのトンネル工事を中心にした鉄道敷設事業に従事した。現業社は直江津線のトンネル建設で名を上げたが、箱根のトンネルでは古い技術での工法に頼ったことで工費が大きく超過して社業に響き、それ以後の一郎平は現業社の「表面上の名義人」として関わるにとどまった。藤田龍之は一郎平について、事務官として資金調達に才を発揮する一方、現業は技術者集団に委ねており「技術者ではなかった」としている。
1888年（明治21年）に広瀬水路等自費竣工の功績で、藍綬褒章。1890年（明治23年）にクリスチャンになる。1899年（明治32年）、名前を「尚」と改名した。
晩年、東京府武蔵野村（現・武蔵野市）に在住し素封家となる。宮崎勇『数が語りかける武蔵野の歴史』（私家本、1996年12月刊）によると、地元で功績のあった人物の顕彰碑文をいくつか揮毫している。家は洋館の建つ屋敷で、一万坪の広い敷地は三方が土手を形成し、東にテニスコートがあったが、杉山があり暗かったために近所の子供たちからお化け屋敷と呼ばれていた。 白い顎鬚を生やし、村の年寄りを呼んでご馳走したという。
死去後、郷里の宇佐神宮境内に頌徳碑が建立されている。
松方正義は、南を「隠れた実業界の偉人」「国家の至宝」と称賛した。

## 関連書
- マンガ『日本三大疏水の父 南一郎平』梓書院[7]